# Höganäshöjden

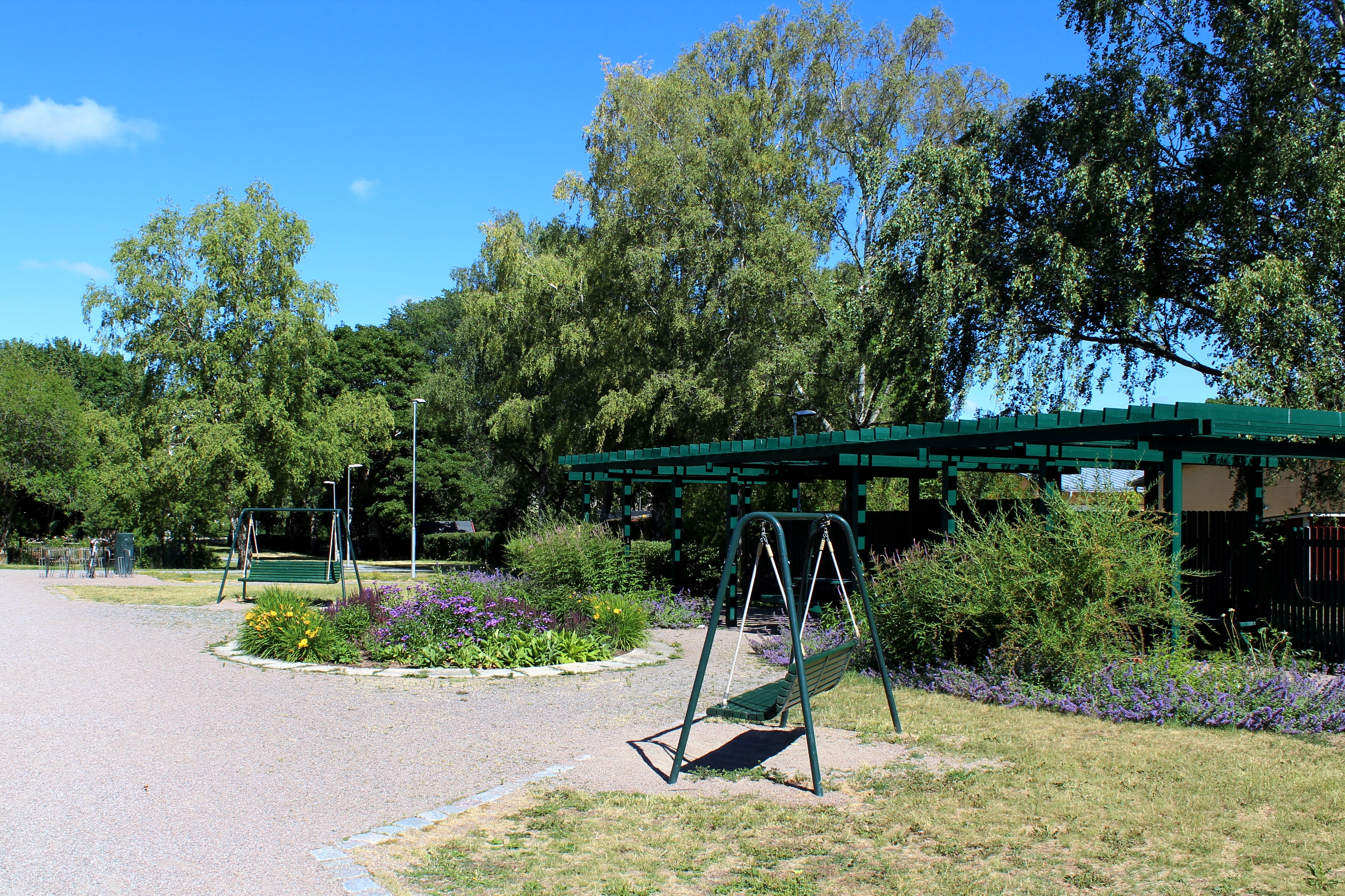
Del av parken.

Höganäshöjden är en park i Uppsala gränsande till Höganäsgatan, Botvidsgatan och ett koloniområde. Parken skapades under 1930-talet samtidigt som bostadsområdet runt om byggdes.